# Licornus
Genre
Licornus est un genre d'opilions laniatores de la famille des Ampycidae.

## Distribution
Les espèces de ce genre se rencontrent en Équateur et au Venezuela.

## Liste des espèces
Selon World Catalogue of Opiliones (16 octobre 2024) :
- Licornus atroluteus Roewer, 1959
- Licornus perfectus Roewer, 1932
- Licornus tama Villarreal & Kury, 2012

## Systématique et taxinomie
Ce genre a été décrit par Roewer en 1932 dans les Gonyleptidae. Il est placé dans les Ampycidae par Benavides, Pinto-da-Rocha et Giribet en 2021.

## Publication originale
- Roewer, 1932 : « Weitere Weberknechte VII (7. Ergänzung der: "Weberknechte der Erde", 1923) (Cranainae). » Archiv für Naturgeschichte, (N.F.), vol. 1, p. 275–350.